# Aadu Birk

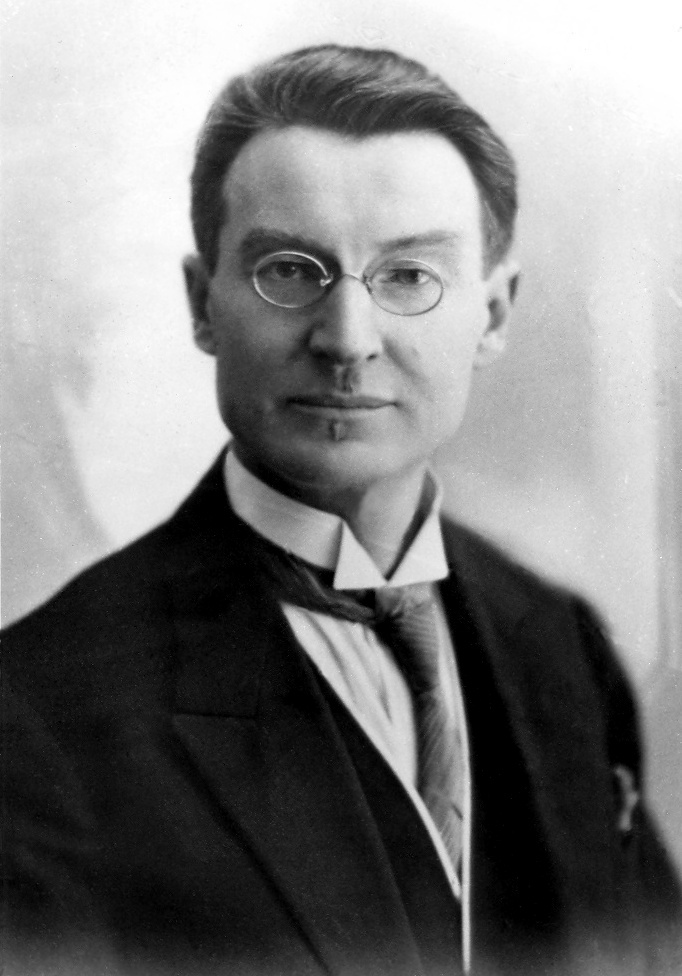
Aadu Birk

Aadu Birk (auch Ado Birk, Aado Birk, russisch-orthodoxer Taufname Awdei oder Awdi) (* 2. Novemberjul. / 14. November 1883greg. in Tarvastu, Landkreis Viljandi, Gouvernement Estland; † 2. Februar 1942 im Gefangenenlager Soswa, Oblast Swerdlowsk, Sowjetunion) war ein estnischer Politiker. Birk war zweifacher Außenminister und 1920 kurzzeitig Staats- und Regierungschef der Republik Estland.

## Ausbildung
Der Vater von Aadu Birk war Pächter eines Bauernhofs. Die Familie gehörte zur orthodoxen Kirchengemeinde von Suislepa in der Landgemeinde Tarvastu.
Nach Abschluss des theologischen Seminars in Riga studierte Aadu Birk 1905–1907 an der Theologischen Akademie in Sankt Petersburg. Anschließend studierte er Rechtswissenschaft an den Universitäten in Tartu (1907/08), Sankt Petersburg (1908–1911) und Leipzig (1911). Er ließ sich als Anwalt in der estnischen Hauptstadt Tallinn nieder.

## Politiker
1911/12 wurde Aadu Birk Leiter des Tallinner Statistikamts. Er war von 1912 bis 1917 Anwalt in der Kanzlei des Tallinner Oberbürgermeisters Jaan Poska. 1913 war Birk Mitglied des Stadtrats von Tallinn. Gleichzeitig war er in zahlreichen Vereinen aktiv. Von 1917 bis 1924 war Birk Vorsitzender der Freiwilligen Feuerwehr von Tallinn.
Birk gehörte zu den Gründern der Estnischen Landvolkunion (Eesti Maarahva Liit) und der Estnischen Radikaldemokratischen Partei (Eesti Radikaaldemokraatlik Erakond). Beide verschmolzen 1918 mit der konservativ-nationalliberalen Estnischen Volkspartei (Eesti Rahvaerakond).
1917 wurde Birk Sekretär des Provisorischen Landtags des Gouvernements Estland (Maanõukogu) und war 1918/19 dessen Vorsitzender.
Mit der Gründung der Republik Estland war Aadu Birk 1919/20 stellvertretender Vorsitzender der verfassungsgebenden Versammlung (Asutav Kogu). Er gehörte dem estnischen Parlament (Riigikogu) in dessen erster Legislaturperiode an.
Von November 1919 bis Juli 1920 war Birk Außenminister im Kabinett von Regierungschef Jaan Tõnisson. Im November 1920 war Birk Regierungschef der kürzesten estnischen Regierung. Sie blieb nur drei Tage im Amt. Von Juli bis Oktober 1920 war Birk im Kabinett des Staatsältesten Jaan Tõnisson erneut Außenminister.

## „Birkiade“
Ab 1922 war Aadu Birk estnischer Gesandter in Moskau. Er war 1926/1927 Urheber einer der größten diplomatischen Skandale der estnischen Geschichte. Sie wurde im Volksmund „Birkiade“ (estnisch Birgiaad) genannt.
Die Verträge von Locarno 1925 ließen in Moskau die Furcht vor einem anti-sowjetischen Block wachsen, dem auch Deutschland angehören könnte. Infolgedessen verstärkte die sowjetische Außenpolitik ihre Versuche, mit Deutschland und Frankreich zu einer Verständigung zu kommen. Gleichzeitig erhöhte sie den Druck auf die baltischen Staaten und Polen, Garantieverträge mit der Sowjetunion abzuschließen.
Der estnische Außenminister Ants Piip (ETE) lehnte einen Neutralitätsvertrag mit der Sowjetunion strikt ab. Dieser hätte eine bündnispolitische Zusammenarbeit zwischen den baltischen Staaten, Polen und eventuell den nordischen Staaten unmöglich gemacht. Genau dies strebte Piip aber als Gegengewicht zu den sowjetischen Hegemoniebestrebungen in der Region an – ebenso wie eine militärische Zusammenarbeit mit Großbritannien zum Schutz der estnischen Grenzen.
Der Gesandte Birk in Moskau stand den russischen Bestrebungen offener gegenüber. Im Juni 1926 übermittelte die estnische Regierung daher seine Abberufung. Birk weigerte sich, dem Folge zu leisten. Er betrieb an seinem Außenminister vorbei Außenpolitik aus eigener Hand. Im Juli und August 1926 schrieb er Briefe an die sowjetische Zeitung Iswestija, in denen er die estnische Regierung beschuldigte, sich zu stark von Piip, dem estnischen Generalstab und indirekt britischen Interessen in der Ostseeregion beeinflussen zu lassen. Damit hatte Birk die Brücken nach Estland abgebrochen.
Die sowjetische Führung machte Birk nun glauben, er würde bei seiner Rückkehr nach Estland zum Tode verurteilt werden. Birk wollte zunächst nach Finnland flüchten, wurde dann aber von der sowjetischen Geheimpolizei GPU entführt. Die sowjetischen Organe boten Birk die Freilassung an, wenn er sich zur Spionage für die Sowjetunion bereit erklärte und in seinen Memoiren die estnisch-britischen Sicherheitsbeziehungen diskreditiert. Birk lehnte dies ab. Im März 1927 wurde er freigelassen und kehrte nach Tallinn zurück.
In Estland wurde Birk verhaftet. Er wurde des Geheimnisverrats für die Sowjetunion angeklagt, jedoch im November 1927 freigesprochen. Sein Verteidiger war der Anwalt und sozialdemokratische Politiker August Rei. Erst durch das öffentliche Gerichtsverfahren kam die „Birkiade“ ans Licht der estnischen Öffentlichkeit.

## 1930er Jahre
In der Politik desavouiert war Aadu Birk anschließend als Geschäftsmann in Tallinn tätig. 1939/40 war er ökumenischer Sekretär der Estnischen Apostolisch-Orthodoxen Kirche (Eesti Apostlik-Õigeusu Kirik).

## Verhaftung und Tod
Aadu Birk wurde nach der sowjetischen Besetzung Estlands am 14. Juni 1941 durch das NKWD verhaftet und zum Tode verurteilt. Er starb noch vor der Vollstreckung im Gulag-Lager SewUralLag in der Siedlung Soswa.